# Fredric Cassel
Fredric Gustaf Cassel, född 1851 i Stockholm, död 1904 i Eksjö, var en svensk militär.
Fredric Cassel var son till brukspatron Knut Cassel och Elisabet Schwan. Han blev officer 1873, ryttmästare vid Livregementets husarkår 1888 och var chef för kavalleriskolan 1891–1892. Cassel blev major vid Livregementets dragoner 1896, överstelöjtnant vid Livregementets husarer 1898 samt överstelöjtnant vid Livregementets dragoner 1901. Han var överste och chef för Smålands husarregemente 1902–1904. Han var även brukspatron på Edö.